# Ройет (аэропорт)
Аэропорт Ройет (тайск. ท่าอากาศยานร้อยเอ็ด), (ИАТА: ROI, ИКАО: VTUV) — гражданский аэропорт, обслуживающий коммерческие авиаперевозки города Ройет (одноимённой провинции, Таиланд). Находится под управлением государственной компании Аэропорты Таиланда.

## Общие сведения
Аэропорт Ройет расположен на высоте 137 метров над уровнем моря и эксплуатирует одну взлётно-посадочную полосу 18/36 размерами 2100х45 метров с асфальтовым покрытием.